# Centre hospitalier Esquirol
Pour les articles homonymes, voir Esquirol (homonymie).
Le centre hospitalier Esquirol est un établissement public axé sur la santé mentale. Son activité couvre l'ensemble de la Haute-Vienne, et s'étend sur le Limousin pour certaines filières de soins bien précises (addictologie, psychogériatrie, pédopsychiatrie, psycho-réhabilitation…).
Le centre est situé au sein de la ville de Limoges, dans la région Nouvelle-Aquitaine.

## Présentation du centre
Le centre hospitalier Esquirol de Limoges emploie activement plus de 1500 agents et dispose d'une capacité d'accueil de 922 lits.

### Le personnel
Le centre hospitalier en lui-même est géré par :
- le directeur qui conduit la politique générale de l'établissement
- un directoire dont le but principal est d'accompagner le Directeur dans la gestion et la conduite de l'Hôpital
- un conseil de surveillance ayant pour mission de se prononcer sur la stratégie de l'établissement et de contrôler sa gestion [1]

### Capacité d'accueil et répartition des lits
Le centre hospitalier Esquirol a une capacité d'accueil de 922 lits et places.
- La psychiatrie générale – adultes : 510 lits et places
- La psychiatrie de la personne âgée : 115 lits et places
- L’addictologie de niveau 3 : 96 lits et places (dont 20 SSR)
- 8 appartements de coordination thérapeutique
- La psychiatrie infanto-juvénile : 70 lits et places
- Les traumatisés crâniens : 47 lits et places (dont 15 EVC)
- 1 UEROS (unités évaluation-réentraînement et d'orientation sociale et professionnelle) + 1 réseau + 1 centre ressource + 1 équipe mobile
- La maison d’accueil spécialisée (MAS) : 55 places[2]

## Organisation du centre
Le centre hospitalier Esquirol de Limoges regroupe 6 pôles :
Trois pôles sont en lien avec la psychiatrie :
- Enfant/adolescent périnatalité ;
- Adulte ;
- Personne âgée, addictologie.

Un pôle est centré sur les activités transversales, un autre pour les blessés de l'encéphale Adrien-Dany et le dernier est destiné aux usagers.
Ce centre est également constitué d'une « fédération universitaire de recherche et d'innovation et d'enseignement » (FURIE) qui s'intéresse à la recherche en santé mentale et en psychiatrie. Leur but est de comprendre comment prendre en charge les personnes et comment soigner ces pathologies.
Leurs principaux projets de recherche se basent sur des approches biologiques et cliniques.